# Trentepohlia (Trentepohlia) obsoleta
Trentepohlia (Trentepohlia) obsoleta is een tweevleugelige uit de familie steltmuggen (Limoniidae). De soort komt voor in het Oriëntaals gebied.